# Szabó Ferenc (színművész, 1875–1963)
Szabó Ferenc, Szabó Ferenc Pál (Makó, 1875. január 19. – Budapest, Erzsébetváros, 1963. október 22.) magyar színész, színigazgató.

## Életútja
Szabó János földműves és Sárkány Terézia fia. Színpadra lépett 1895. április 2-án. 1908 húsvétjáig a győri színház tagja volt, ekkor társulatot szervezett és azzal három hónapos szezonra Nyitrára ment, őszre Nagykőrösre vonult be. 1909 májusától Szolnokon, utána Halason működött. 1910 júliusában Trencsénteplicen játszott. Ez év augusztus havában Pöstyénben, szeptember első felében Selmecbányán, utána Besztercebányán játszott. 1912. január 19-én három évre elnyerte a nyitrai, 1914. március 5-én pedig a soproni színházat. 1915–1916 között stagione társulata volt, majd 1916–1917 között Nyitrán, Besztercebányán és Nagyszombatban, 1917–1918 között Besztercebányán és Nagyszombatban, 1918–19-ben Besztercebányán és Zólyomban működött színigazgatóként.

## Magánélete
Felesége Hervai Erzsi, színésznő, aki született 1880. május 21-én, Kassán és színipályára lépett 1897 virágvasárnapján. 1939-ben kötöttek házasságot Kassán.